# Carl Sternheim
Pour les articles homonymes, voir Sternheim.
Œuvres principales
Die Hose (1911)
Carl Sternheim, né le 1er avril 1878 à Leipzig et mort le 3 novembre 1942 à Bruxelles en Belgique, est un écrivain et  auteur de pièces de théâtre allemand.

## Biographie

### Jeunesse
Carl Sternheim est le fils d'un banquier et grandit à Hanovre puis Berlin. Il étudie la philosophie, la psychologie et le droit à Munich, Göttingen, Leipzig et Berlin. Il écrit déjà ses premières pièces. En 1903 il vit à Munich, où il publie la revue Hyperion (1908-1910) avec Franz Blei. En 1907, il épouse en second mariage Thea Bauer (Thea Sternheim). Un riche héritage lui permet de se bâtir un manoir, Bellemaison.

### Scandale et succès

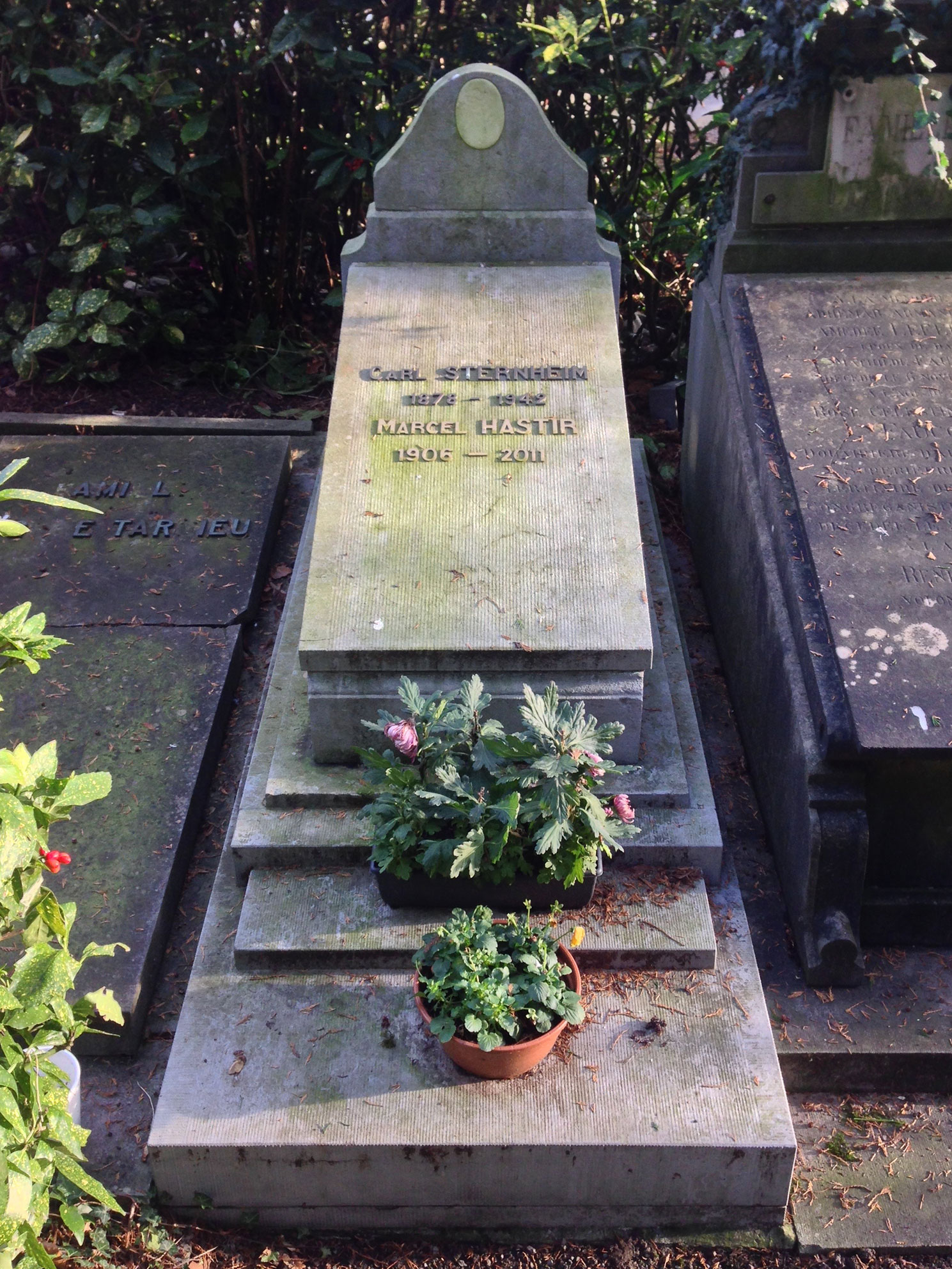
Tombeau de Carl Sternheim et (depuis 2011) de Marcel Hastir, au cimetière d'Ixelles.

Entre 1911 et 1916, il écrit de nombreuses pièces de théâtre qui forment le cycle Aus dem bürgerlichen Heldenleben (De la vie héroïque bourgeoise). La première de ces pièces, Die Hose, provoque un scandale et le rend célèbre. À partir de 1912, il vit principalement à Bruxelles et à La Hulpe. En 1927, il divorce et se remarie avec Pamela Wedekind, la fille de Frank Wedekind.
Il vit à Ixelles (Bruxelles) durant la Seconde Guerre mondiale, où il décède en 1942. Marcel Hastir, un de ses amis, a été enterré dans la même tombe que lui en 2011, au cimetière d'Ixelles.
Il était le beau-frère du peintre Willy Kukuk

## Œuvres

### Théâtre

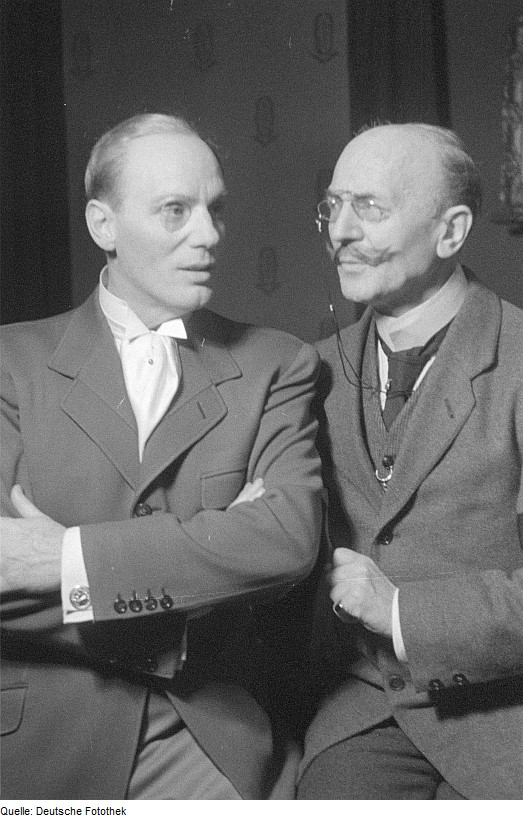
Der Snob, représentation à Berlin en avril 1946, photographie de.

- 1909, Don Juan, tragédie, Insel Verlag
- 1911, Die Hose, lustspiel, Paul Cassirer Verlag
- 1911, Die Kassette, comédie, Insel Verlag
- 1913, Bürger Schippel, comédie, Insel Verlag
- 1913, Der Snob (de), comédie, Insel Verlag
- 1914, Der Kandidat, comédie d'après Gustave Flaubert, Insel Verlag
- 1915, Das leidende Weib, drame d'après Friedrich Maximilian Klinger, Insel Verlag
- 1915, 1913 (de), Schauspiel, Kurt Wolff Verlag
- 1916, Tabula Rasa, schauspiel, Kurt Wolff Verlag
- 1917, Perleberg, comédie, Kurt Wolff Verlag
- 1919, Die Marquise von Arcis, schauspiel, Kurt Wolff Verlag
- 1923, Das Fossil, drame, publié en 1925, Gustav Kiepenheuer Verlag
- 1926, Die Schule von Uznach, lustspiel, Paul Zsolnay Verlag

### Prose
- 1914, Busekow, nouvelle, Der jüngste Tag, Kurt Wolff Verlag
- 1915, Napoleon, nouvelle, Der jüngste Tag, Kurt Wolff Verlag
- 1916, Schuhlin, nouvelle, Der jüngste Tag, Kurt Wolff Verlag
- 1916, Meta, nouvelle, Der jüngste Tag, Kurt Wolff Verlag
- 1915, Mädchen, recueil de nouvelles, Leipzig, Kurt Wolff Verlag
- 1917, Posinsky, récit, Berlin, Heinrich Hochstim Verlag
- 1918, Ulrike, nouvelle, Der jüngste Tag, Kurt Wolff Verlag
- 1918, Chronik, recueil de nouvelles, Leipzig, Kurt Wolff Verlag
- 1919, Europa, roman, deux volumes, Munich, Musarion Verlag
- 1920, Berlin oder Juste Milieu, Kurt Wolff Verlag
- 1921, Fairfax, nouvelle, Ernst Rowohlt Verlag
- 1924, Gauguin und Van Gogh, nouvelle, Berlin, Die Schmiede
- 1936, Vorkriegseuropa im Gleichnis meines Lebens, Amsterdam, Querido Verlag